# Hans-Joachim Weyland

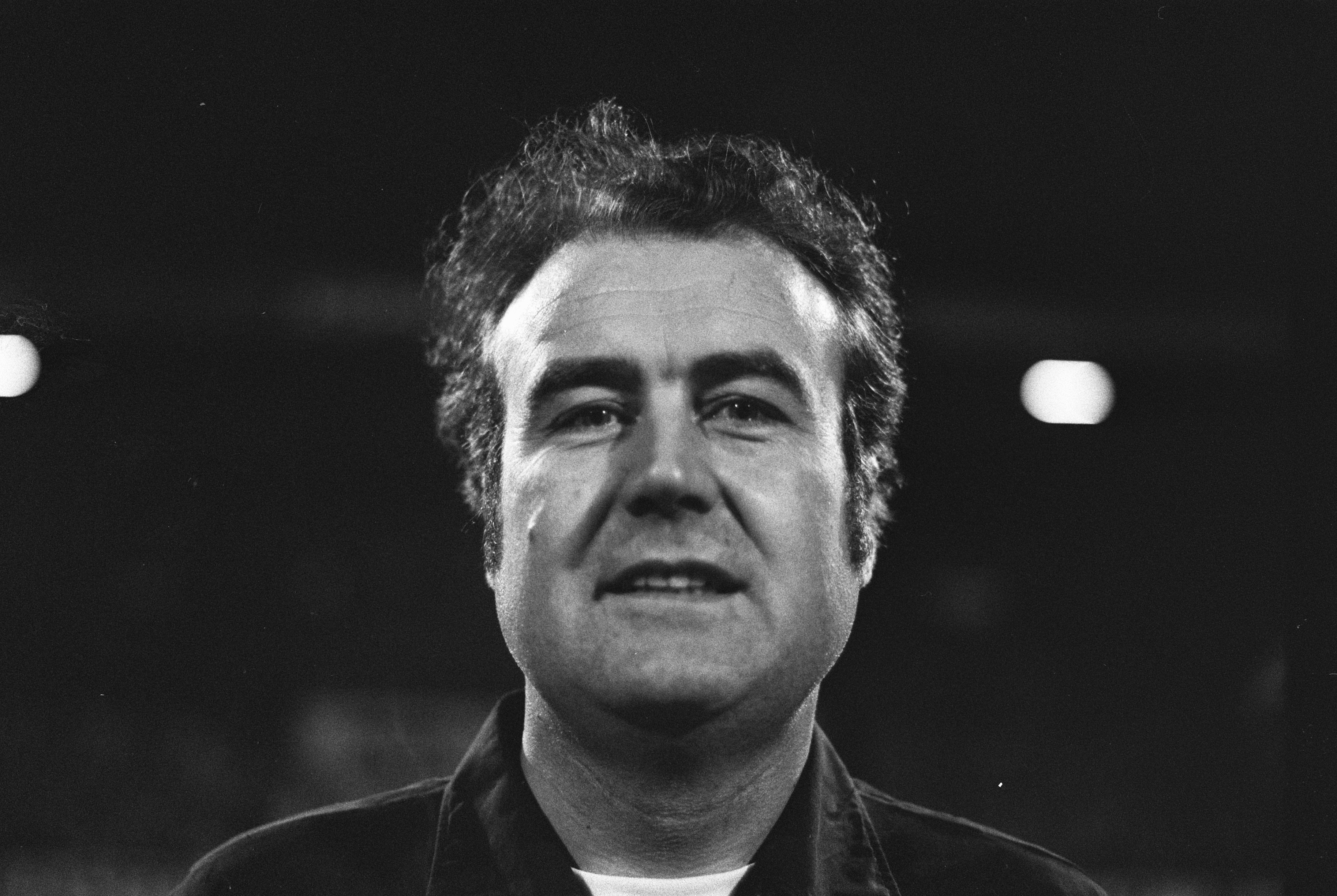
Hans-Joachim Weyland (1974)

Hans-Joachim Weyland (* 29. September 1929 in Oberhausen; † 18. Juni 2001) war ein deutscher Fußballschiedsrichter.

## Leben
Weyland leitete zwischen 1963 und 1976 insgesamt 105 Spiele in der Fußball-Bundesliga und zwischen 1974 und 1976 zehn Spiele in der 2. Fußball-Bundesliga. Darüber hinaus pfiff er 74 Partien im DFB-Pokal.

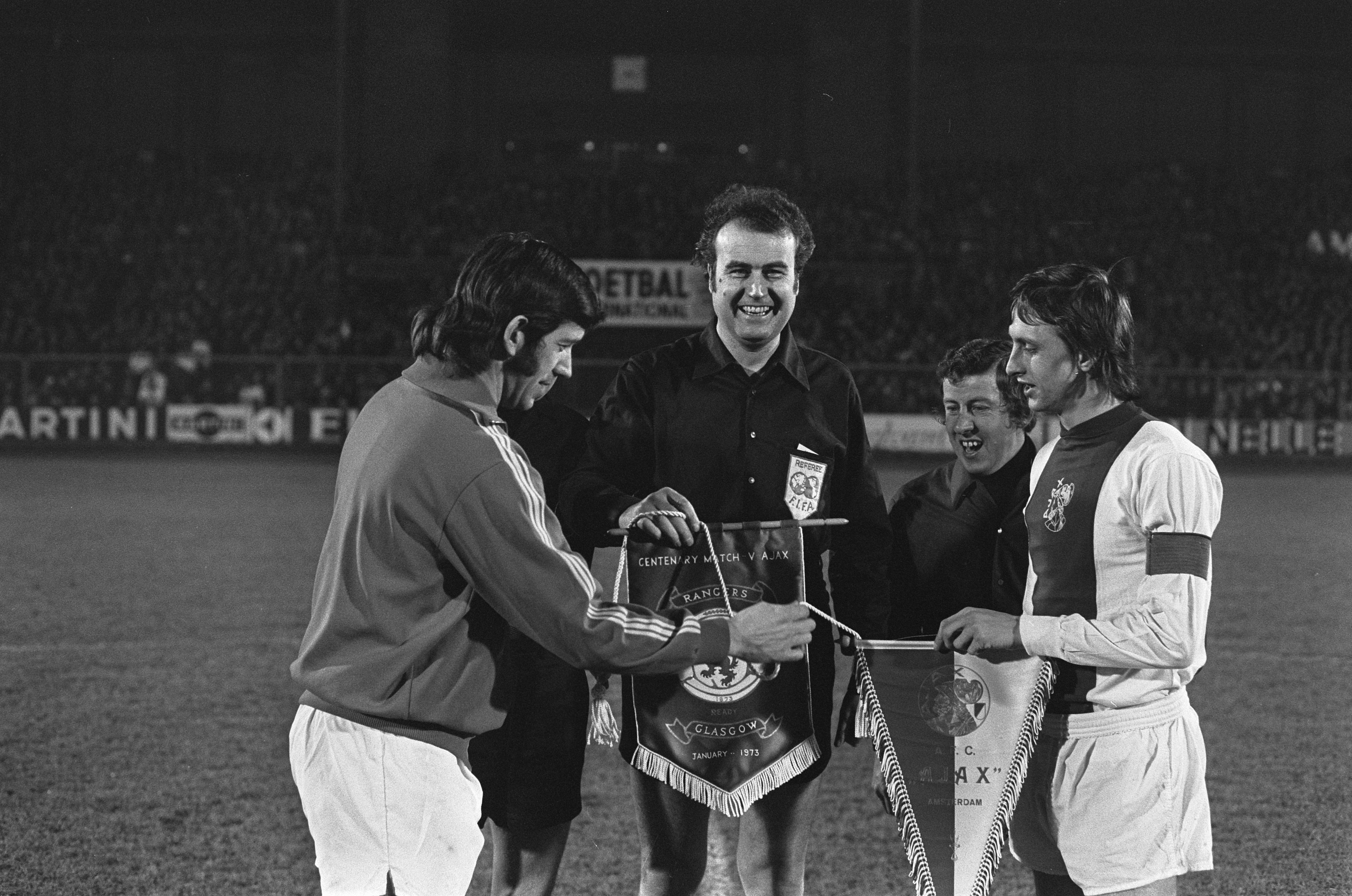
Weyland zwischen John Greig und Johan Cruyff (1973)

Bereits in der Jugendmannschaft von Blau-Weiß Oberhausen entdeckte Weyland sein Interesse an der Schiedsrichterei, sein erstes Spiel leitete er im Jahre 1948. In der Rekordzeit von nur fünf Jahren pfiff sich Weyland durch die unteren Spielklassen, unterstützt und gefördert von seinem Oberhausener Freund und Schiedsrichterkollegen Günther Ternieden. 1954 leitete der “Lange Weyland”, wie er von allen genannt wurde, sein erstes Oberligaspiel und gab sein Bundesliga-Debüt am 14. September 1963 beim Spiel Hamburger SV gegen Eintracht Frankfurt (3:0). Er entwickelte sich zu einem der beständigsten deutschen Schiedsrichter der 1960er Jahre. 1966 wurde er in den Kreis der FIFA-Schiedsrichter berufen, dem er bis 1976 angehörte. 1973 leitete Hans-Joachim Weyland das UEFA-Super-Cup-Endspiel zwischen Ajax Amsterdam und Glasgow Rangers (3:2). Höhepunkt seiner Karriere war die Nominierung für die Fußball-Weltmeisterschaft 1974 in Deutschland, wo er in Stuttgart das Vorrundenspiel Polen gegen Italien (2:1) leitete. Der Referee erhielt zudem immer wieder Einladungen aus dem europäischen Ausland zu Punktespielen und gab seinen Abschied mit einer Serie an Spielleitungen in den USA.
Der 192 cm große, umsichtig pfeifende Weyland wurde von der Presse oft als Riese beschrieben, so auch 1973 von der Daily Mail nach dem UEFA-Super-Cup-Endspiel. "Another star of this evening was the giant West German referee, Ian Weyland … The man, who most deserved our praise."
Sein Grundsatz: „Ein guter Schiedsrichter soll sich nicht wie der wichtigste Mann auf dem Platz benehmen, sondern sich etwas zurückhalten und sich bemühen, das Spiel im Sinne des Zuschauers und des Fußballs über die Zeit zu bringen.“